# Casa Senyorial de Igate
La Casa Senyorial de Igate (en letó: Igates pils muiža) és una mansió a la regió històrica de Vidzeme, al Municipi de Limbaži del nord de Letònia.